# Solstice (album)
Pour les articles homonymes, voir Solstice (homonymie).
Solstice est un album du guitariste américain Ralph Towner, paru en 1975 sur le label Edition of Contemporary Music. C'est un disque en quartet avec Jan Garbarek au saxophone ténor et soprano, Ralph Towner aux guitares, et piano, Eberhard Weber à la contrebasse, et Jon Christensen à la batterie. Le disque est enregistré en décembre 1974 au Arne Bendiksen Studio, Oslo, par Jan Erik Kongshaug.

## Description

### Musiciens
- Jan Garbarek - saxophone ténor, saxophone soprano, flûte
- Ralph Towner - guitare classique, guitare 12 cordes, piano
- Eberhard Weber - contrebasse, violoncelle
- Jon Christensen - batterie, percussions

### Titres
Toutes les compositions sont de Ralph Towner, sauf Sand, qui est d'Eberhard Weber.
| No | Titre            | Durée |
| -- | ---------------- | ----- |
| 1. | Oceanus          | 10:58 |
| 2. | Visitation       | 2:38  |
| 3. | Drifiting Petals | 6:54  |
| 4. | Nimbus           | 6:25  |
| 5. | Winter Solstice  | 3:58  |
| 6. | Piscean Dreams   | 4 :55 |
| 7. | Red and Black    | 1:14  |
| 8. | Sand             | 4:07  |

## Réception critique
L'album est apprécié par la critique, qui trouve la musique « impressionnante de beauté ». Le groupe est comparé à un « Weather Report acoustique », ou aux premiers groupes de Pat Metheny.
L'album a reçu le prix allemand du disque (de) pour le meilleur album de jazz en 1976.